# 47e Rue
La 47e Rue est une voie de circulation de  New York.

## Situation et accès
Cette voie de Manhattan est située entre la Première Avenue et la Douzième Avenue (West Side Highway).
La rue comprend le quartier du diamant en un seul pâté de maisons, où la rue est également connue sous le nom de « Diamond Jewelry Way », et traverse également Times Square.

## Origine du nom
La 47e Rue, tire son nom de sa position dans le plan en damier de Manhattan établi en 1811. 
Le chiffre « 47 » indique sa position dans la grille est-ouest, entre la 46e et la 48e Rue.

## Historique
La rue fait partie du Commissioners' Plan de 1811, et s'étend de la Première Avenue à la Douzième Avenue, traversant des quartiers emblématiques comme Midtown et Hell's Kitchen.
Les studios d'Andy Warhol, Factory, étaient situés jusqu'en 1964 dans la 47e Rue, avant de déménager à Union Square.

## Bâtiments remarquables et lieux de mémoire

### Dans les medias
- West 47th Street, documentaire de Bill Lichtenstein[2].